# Contracuerpo
Contracuerpo és un curtmetratge dirigit per Eduardo Chapero-Jackson estrenat el 29 de juny de 2009 integrat en la trilogia A contraluz al costat dels dos curtmetratges posteriors de Chapero-Jackson. És una rondalla fosca, tracta les obsessions físiques sense entrar directament en el tema de l'anorèxia

## Sinopsi
Una noia obsessionada amb el seu aspecte (Macarena Gómez) decideix perdre la seva identitat per a convertir-se en un maniquí de l'aparador més vist de la ciutat.

## Premis
- Nominació al Goya al millor curtmetratge de ficció en 2006.[2]
- Fou preseleccionat per a l'Oscar al millor curtmetratge.[3]